# Renault Type CC
Der Renault Type CC war ein frühes Personenkraftwagenmodell von Renault. Er wurde auch 14 CV genannt.

## Beschreibung
Die nationale Zulassungsbehörde erteilte am 12. Januar 1911 ihre Zulassung. Der Vorgänger Renault Type BX war etwas kürzer. 1912 endete die Produktion. Der Renault Type DJ wurde Nachfolger.
Ein wassergekühlter Vierzylindermotor mit 90 mm Bohrung und 140 mm Hub leistete aus 3562 cm³ Hubraum 16 PS. Wie bei so vielen Modellen des Jahres 1911 hatte Renault im Vergleich zum Vorjahresmodell den Hub um 20 mm erhöht. Die Motorleistung wurde über eine Kardanwelle an die Hinterachse geleitet. Die Höchstgeschwindigkeit war je nach Übersetzung mit 44 km/h bis 71 km/h angegeben.
Bei einem Radstand von 339,6 cm bzw. 340 cm und einer Spurweite von 145 cm war das Fahrzeug 465 cm bzw. 467 cm lang und 175 cm bzw. 176 cm breit. Der Wendekreis war mit 14 Metern angegeben. Das Fahrgestell wog 1050 kg, das Komplettfahrzeug 1750 kg. Zur Wahl standen Doppelphaeton, Torpedo und Limousine. Das Fahrgestell kostete 12.000 Franc.
Bonhams versteigerte am 13. September 2008 einen Tourenwagen von 1912 mit einer Karosserie von Brewster für 44.881 Euro.